# حسام بن سعود بن عبد العزيز آل سعود
الأمير حسام بن سعود بن عبد العزيز آل سعود، أمير منطقة الباحة والابن الثاني والخمسين من أبناء الملك سعود بن عبد العزيز آل سعود ووالدته هي نورة بنت عبد الله بن فهد الدامر.

## تعليمه
حصل على بكالوريوس في الاقتصاد من جامعة الملك سعود بالرياض عام 1981، ودبلوم في الاقتصاد من كلية لندن للاقتصاد عام 1982، كما حصل على درجة الماجستير في الاقتصاد من كلية بيركبيك - جامعة لندن عام 1985، وحصل على درجة الدكتوراه في الاقتصاد من الكلية ذاتها في عام 1995.

## مناصبه وأعماله
- مالك شركة الأمير حسام بن سعود وعمرو العمرو للتجارة.
- صاحب مصنع البلاستيك السعودي (أكبر الشركات المصنعة للمنتجات البلاستيكية في الشرق الأوسط).
- مالك المصنع السعودي لهياكل المكيفات والأجهزة الكهربائية.
- مالك مجموعة مؤسسات في للتجارة وتنظيم المعارض.
- عضو مجلس إدارة الشركة السعودية الكويتية للتجارة.
- رئيس مجلس إدارة شركة زين للاتصالات (ثالث شركة سعودية في هذا المجال وهي فرع لشركة عالمية منتشرة في عشرات الدول).
- عضو مجلس إدارة البنك الإسلامي بالبحرين.
- شريك سابق في الشركة السعودية لصناعة الورق (أكبر شركة مصنعة للورق في الشرق الأوسط).
- عضو شرف في نادي النصر السعودي.
- أمير منطقة الباحة.

## أسرته

### زوجته
- الأميرة سارة بنت مساعد بن عبد العزيز آل سعود

### أبنائه
- الأمير سعود. متزوج من كريمة الأمير خالد بن مساعد بن عبد الرحمن آل سعود[3] وله من الأبناء الأمير حسام، والأميرة سارة.
- الأمير خالد. متزوج من الأميرة نورة بنت فيصل بن مقرن بن عبد العزيز آل سعود[4] وله من الأبناء الأميرة هناء، الأميرة لين، والأمير عبد العزيز.
- الأمير عبد العزيز. متزوج من الأميرة مشاعل بنت سلطان بن عبد العزيز آل سعود وله من الأبناء الأمير سعود، والأميرة سارة.[5]
- الأمير محمد متزوج من الأميرة هيفاء بنت سعد بن سعود بن محمد آل سعود.
- الأميرة نورة. متزوجة من الأمير سلطان بن خالد بن محمد بن سعود الكبير.